# رومن امپرور (کشتی)
رومن امپرور (کشتی) (به انگلیسی: Roman Emperor (ship)) یک کشتی است. این کشتی در سال ۱۸۴۸ ساخته شد.